# Valdus Lund
Manne Valdus "Gobben" Lund, född 4 april 1895 i Masthuggs församling, Göteborg, död 9 maj 1962 i Göteborgs domkyrkoförsamling, Göteborg var en svensk amatörfotbollsspelare (försvarare) som var uttagen i den svenska fotbollstruppen till OS i Antwerpen 1920. Där blev det svenska laget oplacerat efter att ha vunnit en och förlorat två matcher. Lund spelade i Sveriges alla tre matcher i turneringen.
Lund, som under hela sin klubbkarriär tillhörde IFK Göteborg (1912–28), spelade under åren 1915–23 sammanlagt 29 landskamper (0 mål).
"Gobben" var bror till den svenska OS-brottaren Carl Erik Lund.

## Meriter

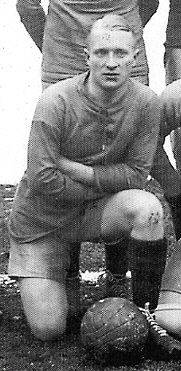
Lund vid en landskamp mot Danmark 1915

### I klubblag
IFK Göteborg
- Svensk mästare (1): 1918

### I landslag
Sverige
- Uttagen till OS: 1920 (spel i Sveriges alla tre matcher)
- 29 landskamper, 0 mål

### Individuellt
- Mottagare av Stora grabbars märke, 1926

### Webbsidor
- IFK Göteborg historik, ifkgoteborg.se, läst 2013 02 03
- Profil på SOK.se
- Profil på sports-reference.com
- Lista på landskamper, svenskfotboll.se, läst 2013 01 29
- "Olympic Football Tournament Antwerp 1920", fifa.com, läst 2013 01 30